# Mikrovaskulär dysfunktion
Mikrovaskulär dysfunktion eller småkärlssjukdom innebär att negativa förändringar uppstår i mikrocirkulationen, det vill säga kroppens minsta blodkärl inklusive kapillärerna. Förändringarna kan ge upphov till olika skador och sjukdomar, som varierar med underliggande orsaker och var i kroppen den mikrovaskulära dysfunktionen uppstår.

## Diabetes
Hos diabetiker uppstår ofta med tiden olika mikrovaskulära komplikationer. De vanligaste är diabetisk neuropati, nefropati och retinopati.
Neuropati innebär nervskador till följd av mikrovaskulära förändringar i de blodkärl som förser nerverna med blod, och kan leda till förlust av känsel i underben och fötter. Nefropati skadar de minsta blodkärlen i njurens filtrationssystem förändras, vilket leder till successiv försämring av njurfunktionen och slutligen njursvikt. Vid retinopati skadas blodkärlen i ögonbotten, vilket leder till nedsatt syn och blindhet.

## Systemisk skleros
Vid den autoimmuna sjukdomen systemisk skleros kan bland annat händer, fötter, njurar och lungor drabbas av mikrovaskulär dysfunktion. Ett tidigt symptom är Raynauds fenomen där nedsättningen i blodflödet medför missfärgade fingrar och tår, smärta och nedsatt finmotorik.

## Hjärtsjukdom
Mikrovaskulär dysfunktion i hjärtmuskeln är en av flera orsaker till kranskärlssjukdomar, bland annat kroniskt koronart syndrom (tidigare benämnt stabil kranskärlssjukdom).